# Кики, Габи
Габи Кики-младший (фр. Gaby Kiki Junior; род. 15 февраля 1995, Яунде) — камерунский футболист, защитник казахстанского клуба «Актобе».

## Карьера

### Начало карьеры
Футбольную карьеру начал в возрасте 7 лет в академии камерунского футбольного клуба Бомс, в котором пробыл вплоть до конца 2015 года. В январе 2016 года пополнил ряды камерунского футбольного клуба «Эдинг Спорт».

### «Днепр» Могилёв
В 2017 году футболист перешёл в белорусский футбольный клуб «Днепр» из города Могилёва. Дебютировал за клуб 1 апреля 2017 года в матче против минского «Динамо». Затем футболист быстро закрепился в основной команде клуба, став одним из ключевых игроков в стартовом составе. Первым результативным действием отличился 18 августа 2017 года в матче против новополоцкого «Нафтана», записав на свой счёт голевую передачу. По итогам сезона 2017 года был признан лучшим игроком клуба.
В начале 2018 года продолжил тренироваться с могилёвским клубом. Новый сезон начал 11 марта 2018 года в матча Кубка Белоруссии против солигорского «Шахтёра». Первый матч в Высшей Лиге сыграл 1 апреля 2018 года против «Городеи». Сезон за клуб провёл как ключевой центральный защитник.

### «Динамо» Брест
В июле 2018 года перешёл в брестское «Динамо». Дебютировал за клуб 21 июля 2018 года в матче против минского «Луча». Футболист сразу же стал ключевым центральным защитником в клубе. В июле 2018 года футболист вместе с клубом отправился на квалификационные матчи Лиги Европы УЕФА. Дебютировал на еврокубковом турнире 26 июля 2018 года в матче против греческого клуба «Атромитос». В августе 2018 года брестский клуб отправился вместе с футболистом в третий квалификационный раунд. Первый матч 9 августа 2018 года против кипрского клуба «Аполлон» закончился крупным поражением. В ответной встрече 16 августа 2018 года футболист вместе с клубом одержал минимальную победу против «Аполлона». Однако по сумме матчей динамовцы покинули квалификации. По итогу дебютного сезона футболист провёл за клуб 14 матчей во всех турнирах.
Новый сезон начал 2 марта 2019 года, став обладателем Суперкубка Белоруссии, победив борисовский БАТЭ. Первый матч в чемпионате сыграл 31 марта 2019 года против жодинского «Торпедо-БелАЗ». Дебютный гол за клуб футболист забил 20 июля 2019 года в матче против жодинского «Торпедо-БелАЗ». По итогу сезона футболист стал победителем Высшей Лиги.
Зимой 2020 года футболист продолжил тренироваться с брестским клубом. Стал двукратным обладателем Суперкубка Белоруссии 4 марта 2020 года, победив солигорский «Шахтёр», где футболист уже на 3 минуте отличился забитым голом. Затем в рамках Кубка Белоруссии вместе с клубом в четвертьфинальных матчах победил «Ислочь». Первый матч в чемпионате сыграл 20 марта 2020 года против «Смолевичей», также забив свой первый в сезоне гол. В полуфинальных матчах Кубка Белоруссии победил солигорский «Шахтёр». В финале Кубка Белоруссии 24 мая 2020 года против борисовского БАТЭ упустил титул, став серебряным призёром турнира. В августе 2020 года футболист вместе с клубом отправился на квалификационные матчи Лиги чемпионов УЕФА. Первый матч сыграл 18 августа 2020 года против казахстанского клуба «Астана», в котором брестчане с крупным счётом победили и прошли в следующий раунд. В следующих раундах футболист сыграл против таких клубов как боснийское «Сараево» и израильского «Маккаби» (Тель-Авив), где против второго брестский клуб потерпел поражение. В октябре 2020 года в рамках квалификации Лиги Европы УЕФА проиграл болгарскому «Лудогорцу». По итогу сезону вместе с клубом окончил чемпионат на четвёртом итоговом месте.

### «Рух» Брест
В январе 2021 года футболист перешёл в брестский «Рух». Дебютировал за клуб 13 марта 2021 года в матче против «Гомеля». Дебютный гол за клуб забил 30 апреля 2021 года в матче против мозырской «Славии». Закрепился в основной команде клуба, записав в свой актив по забитому голу и результативной передаче. В декабре 2021 года появилась информация, что футболист продолжит карьеру в израильском клубе «Маккаби» (Петах-Тиква).

### «Шериф»
В январе 2022 года футболист перешёл в молдавский «Шериф». Дебютировал за клуб 5 марта 2022 года в матче против клуба «Сфынтул Георге». Дебютный гол за клуб забил 8 апреля 2022 года против клуба «Петрокуб». В апреле 2022 года футболист вместе с клубом снова стал чемпионом Национального дивизиона. Также выиграл Кубок Молдовы 21 мая 2022 года, где в финале обыграл «Сфынтул Георге».
Летом 2022 года начал сезон с квалификационных матчей Лиги чемпионов УЕФА. Первый матч сыграл 6 июля 2022 года против боснийского клуба «Зриньски», который окончился нулевой ничьей. В ответной встрече 12 июля 2022 года в минимальной победой «Шериф» одержал победу. В чемпионате первый матч сыграл 6 августа 2022 года против клуба «Сфынтул Георге», забив свой первый в сезоне гол. В ответном матче третьего квалификационного раунда 9 августа 2022 года против чешской «Виктории» футболист вышел на поле с капитанской повязкой, однако потерпел поражение и отправился на квалификационные матчи Лиги Европы УЕФА. В середине августа 2022 года вместе с клубом отправился на квалификационные матчи Лиги Европы УЕФА, где по сумме 2 матчей был обыгран армянский «Пюник» и клуб отправился в групповой этап. Свой дебютный матч в групповой стадии Лиги Европы УЕФА сыграл 8 сентября 2022 года против кипрского клуба «Омония». Вместе с клубом стал победителем молдавской Суперлиги. Также вместе с клубом стал обладателем Кубка Молдовы, в финале 28 мая 2023 года в серии пенальти обыграв клуб «Бэлць».
Новый сезон футболист начал с матча 6 августа 2023 года против клуба «Петрокуб», выйдя на поле в стартовом составе. В августе 2023 года вместе с клубом отправился на квалификационные матчи Лиги Европы УЕФА. Первый матч в рамках еврокубкового турнира сыграл 10 августа 2023 года против белорусского БАТЭ. Вместе с клубом вышел в групповой этап Лиги Европы УЕФА, победив в рамках квалификаций белорусский БАТЭ и фарерский «КИ Клаксвик». Первый матч в групповом этапе Лиги Европы УЕФА сыграл 21 сентября 2023 года против итальянской «Ромы». По итогу группового этапа Лиги Европы УЕФА футболист вместе с клубом занял итоговое последнее место и завершил своё выступление на еврокубковом турнире. В декабре 2023 года появилась информация об интересе к игроку со стороны батумского «Динамо». 

### «Актобе»
По сообщениям СМИ в январе 2024 года к футболисту проявлял интерес казахстанский клуб «Актобе». В конце января 2024 года футболист официально перешёл в казахстанский клуб.

## Достижения
«Динамо-Брест»
- Чемпион Беларуси: 2019
- Обладатель Суперкубка Белоруссии (2): 2019, 2020

«Шериф»
- Чемпион Молдавии (2): 2021/22, 2022/23
- Обладатель Кубка Молдавии (2): 2021/22, 2022/23

«Актобе»
- Бронзовый призёр Чемпионата Казахстана: 2024
- Обладатель кубка Казахстана: 2024

## Семья
Дочь : Лиетта Габиевна Ребковец 5.11.2020 г.р.
Брат Жорж Мусинга профессиональный футболист.